# تبی‌بیت
تبی‌بیت یک ضریبی از واحد بیت است که برای انبارش داده کامپیوتری استفاده می‌شود. پیشوند تبی به معنی ۲۴۰ می‌باشد در نتیجه یک تبی‌بیت، ۱٬۰۹۹٬۵۱۱٬۶۲۷٬۷۷۶ بیت خواهد بود. علامت تبی‌بیت، Tibit است.
این واحد توسط کمیسیون الکتروتکنیکی بین‌المللی (آی‌ئی‌سی) ثبت شد و از طرف تمامی سازمان‌های اصلی مورد قبول واقع گردید. تبی‌بیت طراحی شده بود تا جایگزین ترابیت، به معنی ۱۰۱۲ بیت، شود.
۱ تبی‌بیت = ۲۴۰ بیت = ۱۰۲۴ گیبی‌بیت 
پیشوند تبی یک تک‌واژ چندوجهی می‌باشد که از واژگان ترا (تریلیون) و باینری (دودویی) مشتق شده است.
پیشوندهای دودویی و به تبع آن تبی‌بیت جزو دستگاه بین‌المللی یکاها (آی‌اس‌کیو) هستند ولی در دستگاه بین‌المللی یکاها (اس‌آی) نیامده‌اند.